# Xarxa punt a punt
Una xarxa punt a punt en telecomunicacions, és una xarxa que transmet dades entre dos terminals per un canal únic. És una de les diferents formes de transmetre informació per una xarxa computada.
Aquest tipus de transmissió envia la informació només a l'equip amb el qual es vol comunicar, just al contrari del que fan les xarxes per difusió ample (en anglès: broadcast).
Hi ha dos mètodes per a crear una xarxa punt a punt:
- A través de circuits: es tria un camí únic i dedicat per enviar-hi informació. Tot el que s'enviï per allí arribarà a l'equip. Aquest mètode, quan ja es té connexió, és millor, ja que va més ràpid.
- A través de paquets: la informació es fragmenta i s'envia per distints camins, però tots ells conduiran la informació cap al mateix lloc. Un xic han arribat al seu destí, els paquets s'ordenen. Aquest mètode aconsegueix un millor aprofitament comú de tots els usuaris de les línies. No cal esperar connexió exclusiva. En aquest cas cal un protocol punt a punt (PPP) per a comprovar la integritat de les dades transmeses.[2]